# Oakland (Florida)
Oakland es un pueblo ubicado en el condado de Orange en el estado estadounidense de Florida. En el Censo de 2010 tenía una población de 2.538 habitantes y una densidad poblacional de 465,3 personas por km².

## Geografía
Oakland se encuentra ubicado en las coordenadas 28°33′15″N 81°38′0″O / 28.55417, -81.63333. Según la Oficina del Censo de los Estados Unidos, Oakland tiene una superficie total de 5.45 km², de la cual 5.44 km² corresponden a tierra firme y (0.33%) 0.02 km² es agua.

## Demografía
Según el censo de 2010, había 2.538 personas residiendo en Oakland. La densidad de población era de 465,3 hab./km². De los 2.538 habitantes, Oakland estaba compuesto por el 67.85% blancos, el 20.45% eran afroamericanos, el 0.63% eran amerindios, el 4.81% eran asiáticos, el 0.35% eran isleños del Pacífico, el 2.88% eran de otras razas y el 3.03% pertenecían a dos o más razas. Del total de la población el 10.01% eran hispanos o latinos de cualquier raza.